# Leste Alagoano
Leste Alagoano is een van de drie mesoregio's van de Braziliaanse deelstaat Alagoas. Zij grenst aan de deelstaat Pernambuco in het noorden, de Atlantische Oceaan in het oosten, de deelstaat Sergipe in het zuiden en de mesoregio Agreste Alagoano in het westen. De mesoregio heeft een oppervlakte van ca. 13.241 km². Midden 2004 werd het inwoneraantal geschat op 1.947.159.
Zes microregio's behoren tot deze mesoregio:
- Litoral Norte Alagoano
- Maceió
- Mata Alagoana
- Penedo
- São Miguel dos Campos
- Serrana dos Quilombos

Mesoregio's: Agreste Alagoano · Leste Alagoano · Sertão Alagoano

Microregio's: Alagoana do Sertão do São Francisco · Arapiraca · Batalha · Litoral Norte Alagoano · Maceió · Mata Alagoana · Palmeira dos Índios · Penedo · São Miguel dos Campos · Santana do Ipanema · Serrana do Sertão Alagoano · Serrana dos Quilombos · Traipu